# Craig Fallon
Pour les articles homonymes, voir Fallon.
Craig Andrew Fallon, né le 18 décembre 1982 à Wolverhampton (West Midlands) et mort le 15 juillet 2019 à Wellington (Shropshire), est un judoka britannique qui s'illustre dans la catégorie de poids la plus légère en séniors, celle des poids super-léger (-60 kg). 

## Carrière
Craig Fallon se révèle en 2001 en décrochant la médaille d'argent lors de l'Euro junior. L'année suivante, il remporte sa catégorie lors des Jeux du Commonwealth organisés à Manchester. L'année 2003 le révèle au sommet de la hiérarchie de sa catégorie : il remporte le Tournoi de Paris et devient successivement vice-champion d'Europe (battu en finale par le Géorgien Nestor Khergiani) et vice-champion du monde (battu par le Sud-coréen Min-Ho Choi). Ses performances lui permettent de participer aux Jeux olympiques d'Athènes mais il est battu dès le second tour. Passé cette contre-performance, le Britannique conquiert le titre mondial lors des mondiaux du Caire en battant en finale l'Autrichien Ludwig Paischer. Il devenait à cette occasion le troisième judoka britannique de l'histoire à décrocher un titre mondial. Il conquiert une autre victoire de renom l'année suivante en obtenant le titre continental. Cependant, il ne peut défendre son titre mondial l'année suivante, sa fédération ne l'ayant pas sélectionné à cause d'une préparation insuffisante. 
En 2011, il met un terme à sa carrière sportive et devient entraîneur. En 2019, il devient responsable des entraîneurs de la fédération galloise de judo.

## Décès
Le 13 juillet 2019, les proches de Craig Fallon signalent sa disparition. Deux jours plus tard, le lundi 15 juillet 2019, il est retrouvé mort sur le Wrekin, une colline en pleine nature dans le comté du Shropshire.
La cause du décès n’est pas connue mais les autorités anglaises estiment probable qu'il s'agisse d'un suicide.
Il meurt  à l'âge de 36 ans.

## Palmarès

### Jeux olympiques
- Jeux olympiques 2008 à Pékin ( Chine) :
  - 7e dans la catégorie des poids super-léger (-60 kg).

### Championnats du monde
- Championnats du monde 2003 à Osaka ( Japon) :
  -  Médaille d'argent dans la catégorie des poids super-léger (-60 kg).
- Championnats du monde 2005 au Caire ( Égypte) :
  -  Médaille d'or dans la catégorie des poids super-léger (-60 kg).

### Championnats d'Europe
- Championnats d'Europe 2003 à Düsseldorf ( Allemagne) :
  -  Médaille d'argent dans la catégorie des poids super-léger (-60 kg).
- Championnats d'Europe 2006 à Tampere ( Finlande) :
  -  Médaille d'or dans la catégorie des poids super-léger (-60 kg).

### Jeux du Commonwealth
- Jeux du Commonwealth de 2002 à Manchester :
  -  Médaille d'or dans la catégorie des poids super-léger (-60 kg).

### Divers
- Tournoi de Bakou ( Azerbaïdjan) :
  -  1 victoire en 2007.
- Tournoi de Birmingham ( Royaume-Uni) :
  -  1 victoire en 2007.
- Tournoi de Paris ( France) :
  -  1 victoire en 2003.
  -  3e place en 2005.
- Tournoi de Vienne ( Autriche) :
  -  1 victoire en 2008.